# François Lombard
François Lombard (Brianzón, 1971) es un deportista francés que compitió en escalada. Ganó una medalla de bronce en el Campeonato Europeo de Escalada de 1996, en la prueba de dificultad.

## Palmarés internacional
| Campeonato Europeo | Campeonato Europeo | Campeonato Europeo | Campeonato Europeo |
| Año                | Lugar              | Medalla            | Prueba             |
| ------------------ | ------------------ | ------------------ | ------------------ |
| 1996               | París (Francia)    | Medalla de bronce  | Dificultad         |